# Башмаков, Флегонт Миронович

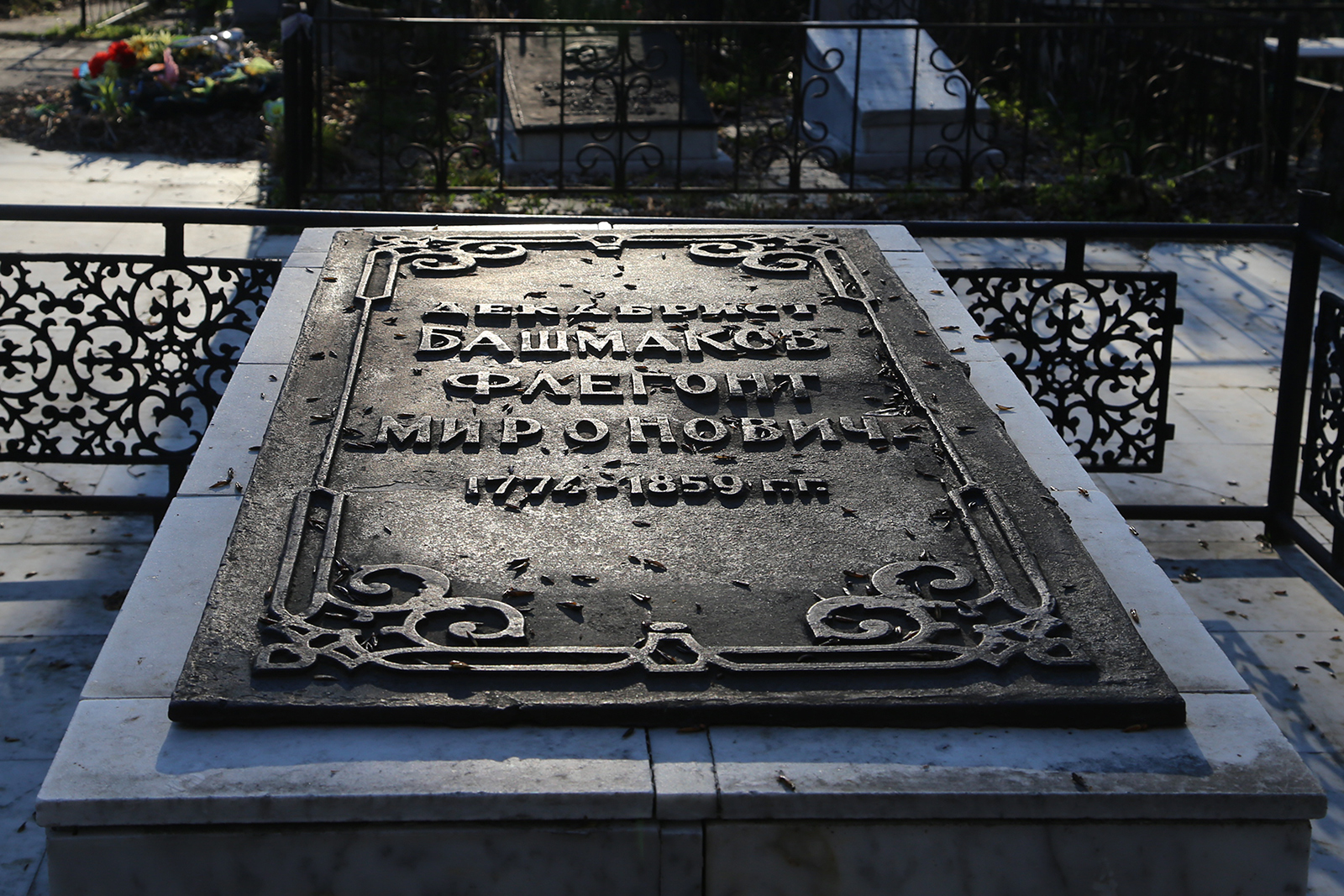
Могила Ф. М. Башмакова на Завальном кладбище в Тобольске.

 Флегонт Миронович Башмаков  (1774, Симбирская губерния — 21 сентября [3 октября] 1859, Тобольск) — декабрист, разжалованный из полковников артиллерии рядовой Черниговского пехотного полка (1820). Участник Итальянского похода Суворова (1799), русско-турецкой (1806—1812) и русско-шведской (1808—1809) войн, Отечественной войны 1812 года.

## Биография
Родился в 1774 (по другим данным в 1780) году в селе Китовка — это может быть Китовка Покровской волости Симбирского уезда или Китовка Троицкой волости Карсунского уезда Симбирской губернии. Его отец, поручик Мирон Петрович Башмаков, в 1782—1784 годах был дворянским заседателем в нижнем земском суде в городе Буинске Буинского уезда Симбирской губернии. Потомки одного из трёх дворянских родов Башмаковых; крестьян не имели.
Вступил в службу сержантом во 2-й фузилёрный полк 28 ноября 1794 года; 24 февраля 1797 года был переведён в артиллерию подпрапорщиком.
Участник Итальянского похода Суворова 1799 года, особенно отличился в делах при Лоди, Нови, Треббии и Мантуе.
За отличие в сражениях 16 октября 1804 года был произведён в поручики; 22 января 1806 года уволен в отставку, но спустя год, 17 января 1807 года вернулся на службу. Принимал участие в русско-турецкой (1806—1812 гг.) и русско-шведской (1808 −1809 гг.) войнах. С 15 ноября 1807 года — штабс-капитан. За отличие в сражении капитан — с 12 декабря 1808 года; майор — с 21 декабря 1810 года, подполковник — с 9 февраля 1811 года.
Участвовал в Отечественной войне 1812 года, командир 33-й легкой артиллерийской роты в 17-й артиллерийской бригаде, которой командовал полковник И. И. Дитерихс 2-й. За отличие в сражении полковник (3.11.1812). Считался одним из самых стойких командиров, чьи подразделения принято ставить на самых опасных участках. Состоял в оккупационном корпусе М. С. Воронцова и вернулся в Россию в 1818 году.
Служил на Кавказе. В 1820 году проиграл в карты крупную сумму и 26 марта из полковников 17-й артиллерийской бригады за клевету и растрату был разжалован в солдаты без лишения дворянства и определён в рядовые Черниговского пехотного полка. Во время службы в этом полку Ф. М. Башмаков был принят в Южное тайное общество декабристов, хотя сам это решительно отрицал на следствии. Выполняя отдельные поручения среди которых агитация в солдатской среде, он не стал активным деятелем тайного общества. Но проживал на одной квартире с главой общества полковником С. И. Муравьёвым-Апостолом и это обстоятельство послужило причиной суровой расправы над ним, хотя в восстании Черниговского полка Флегонт Башмаков не участвовал. Был арестован 5 января 1826 года. Показания, на него сделанные членами Южного общества, состояли в том, что он знал о намерениях общества посягнуть на жизнь покойного государя и начать возмутительные действия. Но при допросе в Комиссии, отрицая всё это, Башмаков отвечал, что, живя у Сергея Муравьева-Апостола, видел, как приходили к нему бывшие семёновские солдаты и как он давал им деньги, и что с 29 декабря 1825 года он находился в разных местах для того, чтобы уклониться от преступного возмущения полка, в котором не принимал никакого участия.
Закованный в кандалы, 15 февраля 1826 года Башмаков был доставлен в Санкт-Петербург и на следующий день переведён в Петропавловскую крепость «для содержания как солдата и преступника», был помещён в особый арестантский каземат Васильевской куртины; кандалы с него были сняты только 13 мая 1826 года.
По Высочайшему повелению от 17 августа 1826 года был предан военному суду при 1-й армии в Могилёве и приговорён к лишению дворянства, исключению из военного звания и ссылке навечно в Сибирь на поселение. До конца жизни он не признал своей вины.
По распоряжению Западно-Сибирского генерал-губернатора И. А. Вельяминова и Тобольского приказа о ссыльных с 24 августа 1828 года был поселён в селе Рыбино Рыбинской волости Тарского округа Тобольской губернии, ныне село Большие Уки Большеуковского района Омской области. Будучи сосланным на поселение уже в преклонных годах (почти 60 лет), не имея никакого состояния и по неспособности ни к какому труду, Башмаков весьма нуждался в материальных средствах для поддержания своего существования на месте поселения. В России у него не было никого из близких состоятельных родственников, которые могли бы ему помочь. Престарелая мать его, оставшаяся в Казани, будучи стеснена также в материальных средствах, не могла тоже оказывать пособия. По снисхождению к его преклонным годам, неспособности к занятию земледелием и вообще каким-либо физическим трудом, Тобольской администрацией разрешено ему было проживать не на месте причисления в Рыбинской волости, а в городе Таре, где он и оставался до 1845 года. Местные жители с уважением относились к крепкому старику — изумительному рассказчику и знатоку русской военной истории, обладающему прекрасной памятью. Флегонт Миронович был человеком прямого и резкого характера. Бывая в церкви, во время обедни в воскресный день при «великом выходе» и возглашении здравицы «благочестивейшему самодержавнейшему государю нашему» громко на всю церковь кричал: «Знаем мы этих благочестивейших!» и уходил. Несмотря на возраст, Башмаков много ходил пешком, отказывался носить даже зимой чулки, калоши. Помощь Флегонту Мироновичу оказывали его друзья декабристы.
В первые годы жизни на поселении единственными средствами его к существованию были те незначительные пособия, какие он получал от разных лиц, сосланных в Сибирь по приговору Верховного уголовного суда и находившиеся в лучших материальных условиях. За всё время, проведённое в ссылке, то есть в продолжение 40 лет, наибольшее денежное пособие получено им было в размере 200 рублей ассигнациями от княгини Марьи Николаевны Волконской, вообще много помогавшей нуждавшимся из ссыльных.
В конце 1835 года последовало Высочайшее соизволение о выдаче из казны по 200 рублей ассигнациями в год тем государственным преступникам, которые никакой от родственников своих из России помощи не получают. Башмаков подал бывшему Западно-Сибирскому генерал-губернатору Н. С. Сулиме прошение, ходатайствуя о выдаче ему денежного пособия:
«По последовавшему в 1825 году в России возмущению, в числе настоящих преступников взят был и я в бывший Верховный уголовный суд, в чём будучи не участен не мало уличён, и самых на меня ни от кого не было доказательств, но по Высочайшей конфирмации сослан в Сибирь на поселение единственно потому подозрению, что я находился на службе у самых злонамеренных преступников. С самого поселения меня в Рыбинскую волость, я не водворился, ибо не имею ни состояния, ни способности к сельским занятиям. Будучи обременён болезненными припадками и в продолжении службы будучи неоднократно ранен против неприятелей, при старости лет едва нахожу себе дневное пропитание. Ваше Высокопревосходительство! Крайность всех терпимых мною положений, объятых бедностью моей, без всякого пособия ни со стороны родственников, ни со стороны приятелей, побудила меня прибегнуть к вашему Высокопревосходительству. Приемля в основание Высочайшее повеление, покорнейше прошу, убедившись моими обстоятельствами, присоединить меня под покров Государя Императора!»
В 1845 году по своему выраженному желанию был переведён на жительство в город Курган Курганского округа Тобольской губернии. Будучи в Кургане, попросил Западно-Сибирского генерал-губернатора князя П. Д. Горчакова назначить ему высшую норму определённого пособия по новому положению Высочайше утверждённого:
«Крайне бедное положение и неминуемый, при преклонных летах (мне 73 года), упадок здоровья, побуждают меня прибегнуть к вашему сиятельству с покорнейшей просьбой соблаговолить включить меня в числе тех лиц, которые, по постановлению комитета граждан министров, состоявшемуся в нынешнем году, имеют право на получение до 400 рублей ассигнациями вспомоществования. Не получая никакого пособия от дальнейших родственников, коих ещё имею, обязан моим существованием добрым приятелям, которые, помня многолетнюю службу отечеству и сострадая к бедственному моему положению, в котором я нахожусь, не оставляют меня своим вспомоществованием, иначе бы я уже давно погиб от недостатка, потому что 200 рублей ассигнациями Всемилостивейше выдаваемых мне едва достаточно на хлеб насущный»
В 1851 году согласно его желанию был переведён на жительство в Тобольск.
12 марта 1854 года министр внутренних дел генерал-адъютант Д. Г. Бибиков уведомил Западно-Сибирского генерал-губернатора Г. Х. Гасфорда, что Государь Император Высочайше повелеть соизволил находящегося на жительстве в городе Тобольске государственного преступника Флегонта Башмакова возвратить на жительство во внутренние губернии, с учреждением над ним полицейского надзора и с воспрещением ему выезда в столицы. Уведомляя о таком Высочайшем повелении, генерал-адъютант Бибиков просил генерала Гасфорда сделать распоряжение об отправлении Башмакова на жительство в город Владимир, но вскоре затем это место назначения было заменено на город Казань.
Прошёл год, но Башмаков не торопился с выездом. Ему грозили принудительным выселением. Это испугало его, поэтому он просил оставить его в Тобольске, о чём писал Тобольскому губернатору В. А. Арцимовичу:
«Вы изволили объявить мне назначение в Казанскую губернию, войдите в моё положение: я стар, уже конец приходит моей жизни, лестно было мне умереть от ядра, — порыв души не знавшей страха увлёк меня и заставил просить об исходатайствовании у Государя Всемилостивейшего соизволения стать в ряды защитников отечества; без достижения этой цели, в восемьдесят лет, — для чего мне в Казань и в Россию, — вообще могила там не теплее, я слаб и не в силах, в восемьдесят лет, переехать дальнего расстояния. Умоляю, ваше превосходительство, исходатайствовать мне оставление в Тобольске, с продолжением того содержания, какое от милости и щедрости Монарших получаю»
30 марта 1855 года граф Орлов дал согласие на жительство его в Тобольске с производством ему пособия.
В 1859 году Башмаков писал всеподданнейшее прошение об увеличении пособия по недостаточности выдаваемых прежних. Увеличенное пособие он получил незадолго до своей смерти. В Тобольске Башмаков снимал комнату у отставного урядника на Болотной улице. Тот устроил похороны декабриста за свой счет, с привлечением небольшой подписки, проведенной среди знакомых.
Умер 21 сентября (3 октября) 1859 года в Тобольске. Был похоронен на Завальном кладбище города Тобольска. На могиле была установлена чугунная плита с надписью: «Во имя Отца и Сына и Святаго Духа аминь. Флегонтъ Мироновичъ Башмаковъ послѣдний изъ ссыльныхъ за 14 декабря 1825 года, скончался въ Тобольскѣ 21 сентября 1859».
В период с 1828 года по 1856 год Башмаков характеризовался как местными полицейскими органами, так и лицами бывшими в разное время Тобольскими губернаторами, человеком скромного хорошего поведения, но ничем не занимающимся. В период 1848 по 1851 годы в ведомостях о лицах, состоящих под надзором полиции, показано было, что Башмаков занимался чтением духовных книг.

Могилы декабристов С. М. Семёнова, А. М. Муравьёва, Ф. Б. Вольфа и Ф. М. Башмакова на Завальном кладбище в Тобольске

## Награды
- орден Св. Владимира 4-й степени с бантом
- орден Св. Анны 4-й степени
- орден Св. Анны 2-й степени с алмазами
- Орден Св. Иоанна Иерусалимского (Мальтийский крест)
- Крест «За взятие Базарджика»
- Золотая шпага с надписью «За храбрость»
- Прусский орден Pour le Mérite («За заслуги»)[3].

## Воинские звания
- Сержант — 28 ноября (9 декабря)  1794 года
- Подпрапорщик — 24 февраля (7 марта)  1797 года
- Поручик — 16 (28) октября 1804 года
- Штабс-капитан — 15 (27) ноября 1807 года
- Капитан — 12 (24) декабря 1808 года
- Майор — 21 декабря 1810 года (2 января 1811 года)
- Подполковник — 9 (21) февраля 1811 года
- Полковник — 3 (15) ноября 1812 года
- Рядовой — 26 марта (7 апреля)  1820 года

## Семья
Жена Екатерина Ларионовна Фелярсова (?). У Башмакова было двое детей: сын Александр (род. в 1813 или 1814 году) и дочь Екатерина (14 (26) ноября 1816 года—9 (21) октября 1841 года, в замужестве Головина, скончавшаяся в Санкт-Петербурге и похороненная в Лазаревской усыпальнице Александро-Невской лавры.